# Oficina de Política de Ciencia y Tecnología de los Estados Unidos
La Oficina de Política de Ciencia y Tecnología  (siglas en inglés OSTP) es un departamento del gobierno de los Estados Unidos, parte de la Oficina Ejecutiva del Presidente (EOP), establecido por el Congreso de Estados Unidos el 11 de mayo de 1976, con un amplio mandato para aconsejar al Presidente en los efectos de la ciencia y tecnología en asuntos nacionales e internacionales.
El director de esta oficina es Eric Lander, quien fue presidente y director del Instituto de Broad y bajo la administración de Barack Obama se desempeñó como copresidente del Consejo de Asesores en Ciencia y Tecnología del Presidente. Además, entre 2016 y 2020 participó en la Junta de Innovación de Defensa del Departamento de Defensa de los Estados Unidos.

## Historia
El presidente Richard M. Nixon eliminó el Comité Asesor Científico del presidente después de su segundo Asesor Científico, Edward E. David Jr., resignado en 1973, en lugar de nombrar a un sustituto. El Congreso de Estados Unidos entonces estableció el OSTP en 1976 con un mandato amplio para aconsejar al Presidente y ha otros dentro de la Oficina Ejecutiva del Presidente en los efectos de ciencia y tecnología en asuntos domésticos e internacionales. La ley de 1976  también autoriza a la  OSTP para dirigir esfuerzos entre organismos para desarrollar e implementar las políticas y presupuestos de ciencia y tecnología, y trabajar con los gobiernos del sector privado, estatales y locales, científicos y comunidades de educación superior y otras naciones con este fin.[cita requerida]

## Misión
La misión de la OSTP, se establece en la Política Nacional de Ciencia y Tecnología, Organización y Prioridades de la Ley de 1976 (Pub. L. 94-282). La ley exige a la OSTP servir como una fuente de investigación científica y el análisis tecnológico y presupuestario para el Presidente con respecto a las principales políticas, planes y programas del gobierno federal.[cita requerida]
Asimismo, se autoriza a la OSTP a:
- Asesorar al Presidente y a otros dentro de la Oficina Ejecutiva del Presidente sobre los impactos de la ciencia y la tecnología doméstica y asuntos internacionales;
- Conducir un esfuerzo interinstitucional para desarrollar y aplicar políticas de ciencia y de tecnología y los presupuestos;
- Trabajar con el sector privado para garantizar las inversiones Federales en la ciencia y la tecnología que contribuyen a la prosperidad económica, calidad medioambiental, y de seguridad nacional;
- Construir alianzas sólidas entre gobierno Federal, Estatales y locales, los gobiernos de otros países, y la comunidad científica;
- Evaluar la escala, la calidad y la eficacia de los esfuerzos del gobierno Federal en ciencia y tecnología.[1]

La OSTP controla una amplia gama de problemas científicos y tecnológicos dentro de la Oficina Ejecutiva del Presidente. Participa en una multitud de la Casa Blanca en Política de  Comités de Coordinación (PCC) que se encargan de desarrollo de políticas para el gobierno federal y están pobladas por altos funcionarios del gabinete y agencias independientes. La OSTP tiene aproximadamente 45 miembros en el personal, la mayoría de los cuales son científicos experimentados que funcionan como asistentes de directores o analistas políticos.[cita requerida]

## Personal clave
- Director de la Oficina de Política Científica y Tecnológica: Eric Lander
- Director de tecnología de los Estados Unidos: vacante

## Presidentes de la OSTP
| N.º     | Nombre                        | Presidente         | En el cargo |
| ------- | ----------------------------- | ------------------ | ----------- |
| 1       | H. Guydord Stever             | Gerald Ford        | 1976-1977   |
| 2       | Frank Press                   | Jimmy Carter       | 1977-1981   |
| -       | Benjamin Huberman (interino)  | Ronald Reagan      | 1981        |
| 3       | George A. Keyworth II         | Ronald Reagan      | 1981-1985   |
| -       | John P. McTague (interino)    | Ronald Reagan      | 1986        |
| -       | Richard G. Johnson (interino) | Ronald Reagan      | 1986        |
| 4       | William Robert Graham         | Ronald Reagan      | 1986-1989   |
| -       | Thomas P. Rona (interino)     | Ronald Reagan      | 1989        |
| -       | William G. Wells (interino)   | George HW Bush     | 1989        |
| 5       | D. Allan Bromley              | George HW Bush     | 1989-1993   |
| 6       | John H. Gibbons               | Bill Clinton       | 1993-1998   |
| -       | Kerri-Ann Jones (interino)    | Bill Clinton       | 1998        |
| 7       | Neal F. Lane                  | Bill Clinton       | 1998-2001   |
| -       | Rosina Bierbaum (interino)    | George Walker Bush | 2001        |
| -       | Clifford Gabriel (interino)   | George Walker Bush | 2001        |
| 8       | John H. Hamburger III         | George Walker Bush | 2001-2009   |
| -       | Ted Wackler (interino)        | Barack Obama       | 2009        |
| 9       | John Holdren                  | Barack Obama       | 2009-2017   |
| vacante | vacante                       | Donald Trump       | 2017-2019   |
| 10      | Kelvin Droegemeier            | Donald Trump       | 2019-2021   |
| -       | Kei Koizumi (interino)        | Joe Biden          | 2021        |
| 11      | Eric Lander                   | Joe Biden          | 2021-2025   |